# Halfdan Hvitbeinn
Halfdan Hvitbeinn (nórdico antiguo: Hálfdan hvítbeinn, 698-745), también Halfdan de Westfold fue un mítico rey vikingo de Noruega en el siglo VII, mencionado en la saga Ynglinga. La descripción de su figura procede de la misma saga, escrita hacia 1220 por el escaldo Snorri Sturluson. La fiabilidad histórica de los reyes mencionados en la obra no es aceptada generalmente por los historiadores modernos.
Halfdan era hijo de Olof Trätälja y nieto del legendario e infame Ingjald de la Casa de Yngling. Su padre fue sacrificado a Odín por los suecos de Värmland debido a la hambruna que padecían. Hubo suecos, no obstante, que asumieron que la hambruna se debió a una sobrepoblación y no por el hecho que el rey desatendiera sus deberes religiosos. En consecuencia, algunos suecos cruzaron el bosque de Ed y se asentaron en territorio de Noruega, llegando hasta Solør donde mataron al rey Sölve Högnesson y tomaron prisionero a Halfdan. Los expatriados suecos eligieron a Halfdan como monarca ya que era hijo de su antiguo rey, Olof. Halfdan subyugó a todo el territorio de Soleyar y entró con su ejército en Romerike, dominando también el resto de la provincia.
Halfdan fue un gran rey, casó con Åsa, hija del rey Eystein, que gobernó Oppland y el reino de Hedmark, con quien tuvo dos hijos: Eystein, y Gudrod.
Halfdan conquistó gran parte de Hedmark, Toten, Hadeland y una parte de Vestfold. A la muerte de su hermano Ingjald Olofsson, heredó Värmland. Halfdan murió anciano en Toten, su cuerpo fue llevado a Vestfold donde fue enterrado en un montículo en Skiringssal.